# Hungersnot in Äthiopien 1984–1985
Die Hungersnot in Äthiopien 1984–1985, verursacht durch Dürre sowie die politischen Umstände, betraf schätzungsweise acht Millionen Menschen vor allem im Norden Äthiopiens und führte zum Tod von schätzungsweise einer halben bis einer Million Menschen. Sie prägte nachhaltig die Vorstellung von Äthiopien als typisches Hungerland.

## Hintergrund
Anfang der 1980er Jahre lag die folgende Situation vor: Die Wirtschaft Äthiopiens basierte zum überwiegenden Teil auf der Landwirtschaft. Diese beschäftigte vier Fünftel der Arbeitskräfte und machte 90 Prozent der Exporte aus. Das wichtigste Exportprodukt war Kaffee, dessen Ursprünge in Äthiopien liegen. Schätzungsweise 15 Millionen Äthiopier lebten vom Kaffeeanbau. Das war ein Viertel der Bevölkerung. Die Landwirtschaft in Äthiopien ist allerdings von Natur aus anfällig für Niederschlagsschwankungen, deren Folgen durch jahrhundertelange Entwaldung und Übernutzung der Böden verschärft werden.
Seit den 1960er Jahren kämpften Rebellen in der im Norden gelegenen damaligen Provinz Eritrea für deren Unabhängigkeit von Äthiopien. Auch in anderen Regionen, etwa im an Eritrea angrenzenden Tigray, kam es zu Unruhen. Nach dem Sturz des Kaisers Haile Selassie 1974 fuhr die an die Macht gekommene Derg-Militärdiktatur unter Mengistu Haile Mariam mit der Bekämpfung der eritreischen Rebellen fort. So flossen die Exporterlöse kaum in die Entwicklung des Landes, sondern wurden für den Schuldendienst sowie für Waffenkäufe verwendet.
Bereits in den 1970er Jahren hatten Dürreperioden in der Sahelzone und in Äthiopien zu Ernteausfällen und Hungersnöten geführt. Zu Beginn der 1980er Jahre spitzte sich die Lage im nördlichen Hochland von Abessinien (Zentral-Eritrea, Tigray, Wällo und Teilen von Begemder und Shewa) erneut zu.

## Hungersnot
1984 waren nach einem nahezu vollständigen Ausfall der Ernten fast acht Millionen Menschen in diesen Gebieten von Hunger betroffen. Viele Hungernde flohen in die Städte und Städtchen wie Mek’ele und Korem, wo sich sogenannte Hungerlager bildeten.
1985 folgte ein weiteres Dürrejahr, und zu Beginn des Jahres 1986 hatte sich die Hungersnot auch auf Teile des südlichen Hochlandes ausgeweitet. In diesem Jahr wurde die Lage zusätzlich durch Heuschreckenplagen verschärft, schätzungsweise 5,8 Millionen Menschen hingen von Nahrungsmittelhilfe ab.

## Reaktionen

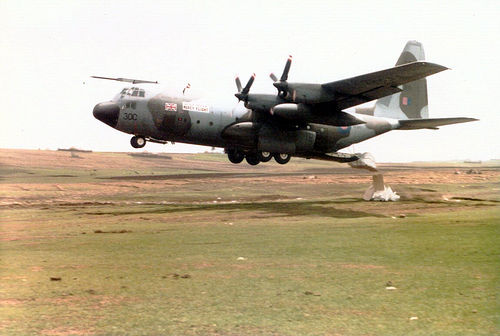
Abwurf von Hilfsgütern aus einer C-130 Hercules der Royal Air Force, 1985

Eine Reportage der BBC über die Hungersnot in Äthiopien schockierte 1984 die Öffentlichkeit in den Industrieländern. Bilder von verhungernden Kindern, wie etwa von der damals ca. dreijährigen Birhan Woldu (die als the face of the famine, „das Gesicht der Hungersnot“, Berühmtheit erlangte) gingen um die Welt.
Als Reaktion darauf wurden in großem Umfang Spenden für die Hungernden gesammelt, insbesondere im Rahmen der Live-Aid-/Band-Aid-Konzerte von Musikern wie Bob Geldof. Auch die Regierungen der Industrieländer kamen unter Druck, etwas zu unternehmen.
Beginnend im November 1984 wurde ein blockübergreifender Lufttransport von der Hafenstadt Assab am Roten Meer ins Landesinnere organisiert. Unter den Bedingungen des Kalten Krieges arbeiteten Bundeswehr, Interflug und NVA gemeinsam mit an dieser Aufgabe. Weiterhin beteiligt waren Frankreich, Großbritannien, Kanada, Polen, Schweden, die Schweiz  mit ihrem Verbindungsflugzeug Pilatus Porter  sowie die Sowjetunion und die USA.
Die Kämpfe in Teilen der von der Hungersnot betroffenen Gebiete sowie die spärliche Infrastruktur erschwerten die Lieferung von Hilfsgütern allerdings deutlich. Die äthiopische Regierung wurde stark kritisiert, da sie sich weitgehend als unfähig oder unwillig erwies, den Hunger wirksam zu bekämpfen.
Die Regierung versuchte auch die in Äthiopien tätigen internationalen Hilfsorganisationen dazu zu zwingen, diverse kontroverse Regierungsprojekte zu unterstützen. So wurden etwa 600.000 Bauern aus den dürregeplagten Regionen im Norden von der Regierung – mehrheitlich zwangsweise – in den regenreicheren Süden umgesiedelt. Dort erhielten sie jedoch keine weitere Unterstützung. Viele Bauern flohen lieber, als umgesiedelt zu werden, und viele Umgesiedelte versuchten wieder in ihre Heimat zurückzukehren. Menschenrechtsorganisationen zufolge starben Zehntausende infolge dieser Zwangsumsiedlungen; laut Ärzte ohne Grenzen sollen die internationalen Hilfsaktionen für Äthiopien aufgrund der erzwungenen Unterstützung solcher Regierungsprojekte sogar insgesamt mehr Opfer gefordert als Leben gerettet haben.
Während der Hungersnot flohen auch Tausende äthiopische Juden – ebenso wie Christen und Muslime – in Flüchtlingslager im angrenzenden Sudan. Im Rahmen der Operation Moses wurden daraufhin ungefähr 8000 von ihnen auf dem Luftweg nach Israel gebracht.